# Restes prehistòriques de Son Reiners - S'Hortal Cuitor
Les restes prehistòriques de Son Reiners - S'Hortal Cuitor és un jaciment arqueològic situat a la zona denominada S'Hortal Cuitor de la possessió de Son Reiners del municipi de Llucmajor, Mallorca.
Aquest jaciment està constituït per gran quantitat de restes prehistòriques de difícil classificació. La zona ocupa una extensió d'uns 1.020 m² i hom hi troba pedres informes de variada grandària entre les quals s'insinuen diverses filades, però no permeten identificar la planta. Part dels materials s'han emprat per a la construcció de parets seques. El nivell del jaciment varia i es detecten enfonsaments del terreny i acaramullaments.